# Franco Bontadini
Franco Bontadini, all'anagrafe Francesco Bontadini (Milano, 7 gennaio 1893 – Milano, 27 gennaio 1943), è stato un medico e calciatore italiano, di ruolo centrocampista.
Era fratello del filosofo Gustavo Bontadini.

## Carriera
Talentuoso interno destro degli anni dieci, ebbe l'occasione di mettersi in mostra al mondo intero durante l'olimpiade estiva di Stoccolma nel 1912.
Fu convocato infatti, dall'allora CT Vittorio Pozzo in nazionale azzurra, con la quale Bontadini ebbe modo di esprimere il suo talento in tutte le tre partite disputate dall'Italia.
Giocò sempre da protagonista, tanto da essere nominato miglior giocatore italiano in quell'edizione delle olimpiadi.
Fece un gol sia nella partita d'apertura con la Finlandia (persa per 3 a 2) sia nella vittoria per 1 a 0 contro la Svezia.
Nonostante il suo indiscusso talento, terminata l'avventura olimpica venne convocato solamente una volta in nazionale nella partita persa per 3 a 1 dai nostri atleti; chiudendo così con un bottino di 4 presenze e 2 gol in azzurro.
Carriera tutta milanese, in Italia legò il suo nome quasi esclusivamente con l'Inter che lo strappò al Milan dopo che aveva già fatto esperienza nelle giovanili dell'Ausonia.
La prima stagione nel club nerazzurro fu ottima, con 14 gol in 18 presenze, mentre nelle successive calò di rendimento, condizionato dal fatto che contemporaneamente si stava laureando in medicina.
Per vincere uno scudetto con la squadra meneghina deve comunque aspettare prima quattro stagioni e poi la fine della prima guerra mondiale, cosicché nella stagione 1919-1920 con l'Inter vinse (seppur con un contributo minimo di 2 presenze) il suo primo titolo italiano.
Di Bontadini si ricorda un episodio particolare, infatti, pur di partire coi compagni allo scoppio della prima guerra mondiale, non dichiara di essere medico. Fu scoperto e retrocesso a sottotenente medico.
Morì a cinquant'anni, suicida.

## Statistiche

### Cronologia presenze e reti in Nazionale
| Cronologia completa delle presenze e delle reti in nazionale ― Italia | Cronologia completa delle presenze e delle reti in nazionale ― Italia | Cronologia completa delle presenze e delle reti in nazionale ― Italia | Cronologia completa delle presenze e delle reti in nazionale ― Italia | Cronologia completa delle presenze e delle reti in nazionale ― Italia | Cronologia completa delle presenze e delle reti in nazionale ― Italia | Cronologia completa delle presenze e delle reti in nazionale ― Italia | Cronologia completa delle presenze e delle reti in nazionale ― Italia |
| Data                                                                  | Città                                                                 | In casa                                                               | Risultato                                                             | Ospiti                                                                | Competizione                                                          | Reti                                                                  | Note                                                                  |
| --------------------------------------------------------------------- | --------------------------------------------------------------------- | --------------------------------------------------------------------- | --------------------------------------------------------------------- | --------------------------------------------------------------------- | --------------------------------------------------------------------- | --------------------------------------------------------------------- | --------------------------------------------------------------------- |
| 29-6-1912                                                             | Stoccolma                                                             | Finlandia                                                             | 3 – 2 dts                                                             | Italia                                                                | Olimpiadi 1912 - Qualificazione                                       | 1                                                                     |                                                                       |
| 1-7-1912                                                              | Stoccolma                                                             | Svezia                                                                | 0 – 1                                                                 | Italia                                                                | Olimpiadi 1912 - Consolazione quarti di finale                        | 1                                                                     |                                                                       |
| 3-7-1912                                                              | Stoccolma                                                             | Austria                                                               | 5 – 1                                                                 | Italia                                                                | Olimpiadi 1912 - Consolazione semifinale                              | -                                                                     |                                                                       |
| 22-12-1912                                                            | Genova                                                                | Italia                                                                | 1 – 3                                                                 | Austria                                                               | Amichevole                                                            | -                                                                     |                                                                       |
| Totale                                                                |                                                                       | Presenze                                                              | 4                                                                     |                                                                       | Reti                                                                  | 2                                                                     |                                                                       |

## Palmarès
- Campionato italiano: 1

Inter: 1919-1920